# Football au Cambodge
Le football au Cambodge n'est pas très développé. 
Il existe cependant un championnat du Cambodge de football, placé sous l'égide la fédération du Cambodge de football. Ce championnat est constitué à l'heure actuelle de 2 divisions: la Metfone C-league et la deuxième division
La coupe du Cambodge, aussi nommée Hun Sen Cup, n'a été créée qu'en 2007. Cette compétition est également placée sous l'égide de la Fédération du Cambodge de football.

## Équipe nationale
Le Cambodge a été classé 154e nation mondiale par la FIFA en mars 2011.
Son plus bas classement a été atteint entre décembre 2005 à mars 2006, où le pays figurait à la 188e place.
Les 10 équipes composant la Ligue cambodgienne en 2011 sont :
- Naga Corp
- Build Bright United
- Royal Sword
- Phnom Penh Crown
- Kirivong Sok Sen Chey
- National Defense Ministry
- Khemara Keila FC,
- Prek Pra Keila
- Wat Phnom
- Chhma Khmao